# Richard Lyons (Rennfahrer)

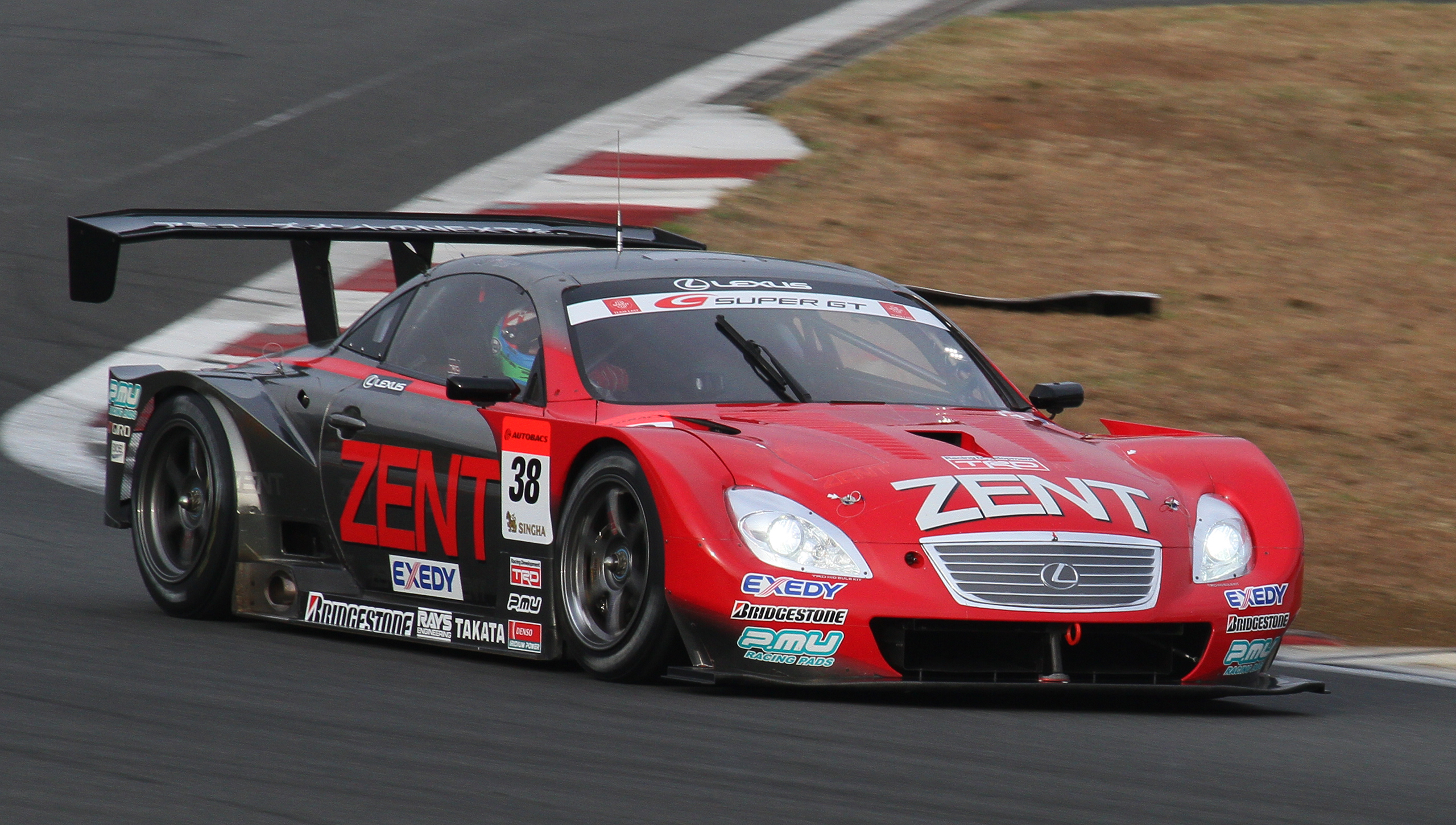
Der Lexus SC GT500 von Richard Lyons beim JAF Grand Prix 2010

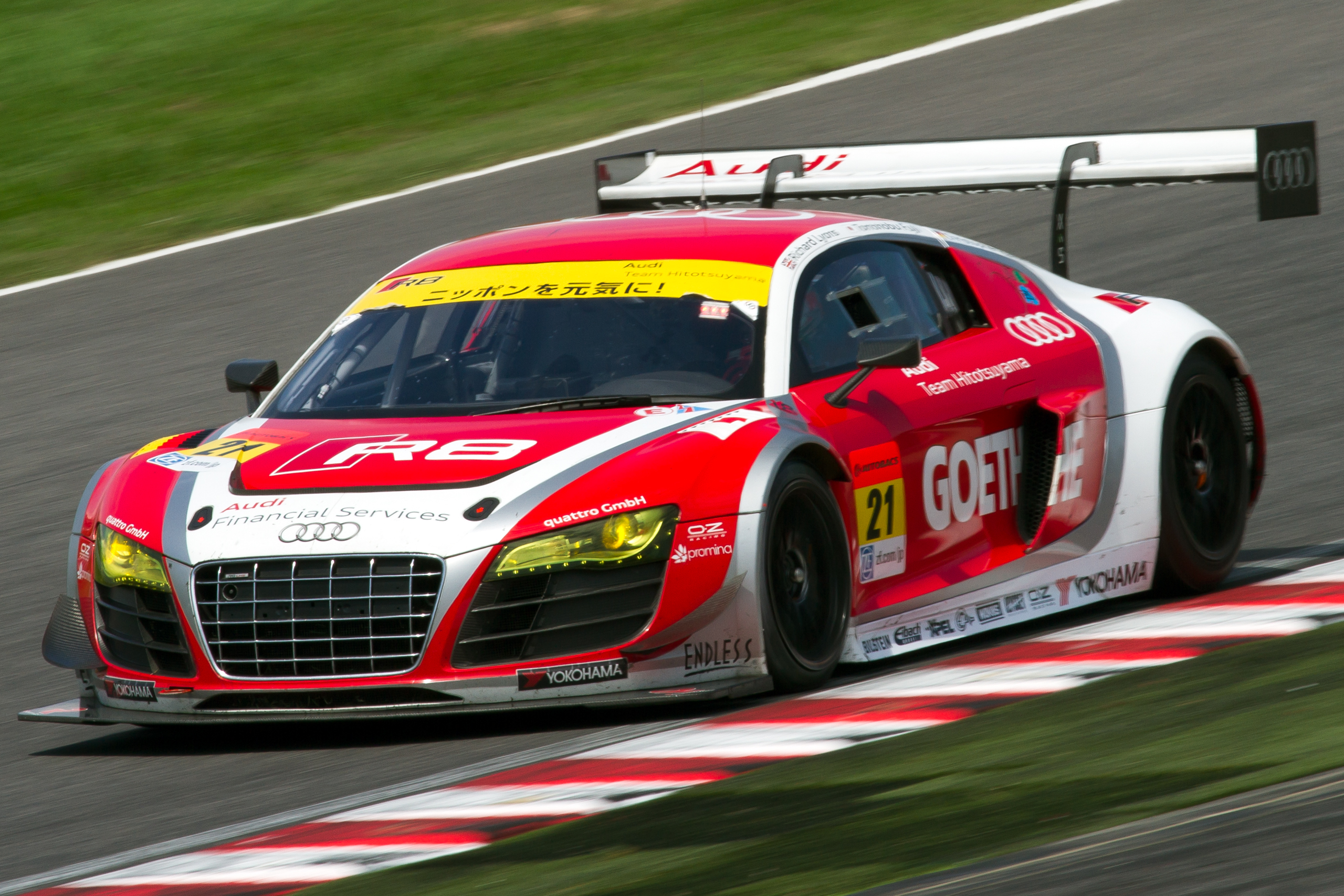
Richard Lyons im Audi R8 LMS 2014 in Suzuka

Richard Lyons (* 8. August 1979 in Hillsborough, Nordirland) ist ein ehemaliger britischer Automobilrennfahrer.

## Karriere

### Rennen in Europa
Richard Lyons fuhr von 1988 bis 1995 Kartrennen. 1996 startete er in der britischen Formel-Ford-Meisterschaft und gewann die Wintermeisterschaft. 1997 wechselte er in die britische Formel-Vauxhall-Junior. 1998 startete er in der Formel-Opel-Euro-Serie Wintermeisterschaft und wurde Dritter. Er trat auch erneut in der britischen Formel-Vauxhall-Junior-Meisterschaft an, in der er Rang zwei erreichte. Außerdem fuhr er in der Formel-Palmer-Audi-Serie, die er im folgenden Jahr als Meisterschaftszweiter beendete. Im Jahr 2000 fuhr er weiter in der Formel Palmer Audi und in der Britischen Formel Renault.

### Einsätze in Japan
Lyons ging 2001 nach Japan und begann in der Formel Nippon Rennen zu fahren. 2004 erreichte er mit dem Gesamtsieg in dieser Meisterschaft seinen bisherigen Karrierehöhepunkt. Außerdem engagierte er sich seit 2002 in der japanischen GT-Serie. 2006 gehörte er eine halbe Saison lang zum Team von Irland in der A1-Grand-Prix-Serie und fuhr auch in der Le Mans Series.
In den darauf folgenden Jahren fuhr er wieder ausschließlich in der japanischen GT-Serie.